# Олђате Молгора
Олђате Молгора (итал. Olgiate Molgora) је насеље у Италији у округу Леко, региону Ломбардија.
Према процени из 2011. у насељу је живело 6311 становника. Насеље се налази на надморској висини од 292 м.

## Становништво
Према резултатима пописа становништва 2011. у општини је живело 6.190 становника.
| 1931. | 1936. | 1951. | 1961. | 1971. | 1981. | 1991. | 2001. | 2011. |
| ----- | ----- | ----- | ----- | ----- | ----- | ----- | ----- | ----- |
| 2.945 | 3.012 | 3.691 | 4.309 | 4.302 | 4.727 | 5.430 | 5.755 | 6.190 |